# Бахавалпур
Бахавалпур (урд. بہاولپور) је град у Пакистану у покрајини Панџаб. Према процени из 2006. у граду је живело 576.203 становника.

## Становништво
Према процени, у граду је 2006. живело 576.203 становника.
| 1981.   | 1998.   | 2006.   |
| ------- | ------- | ------- |
| 180.263 | 403.408 | 576.203 |